# Jean-Luc Fafchamps
Jean-Luc Fafchamps (Brussel, 1960) is een Belgisch pianist en componist.

## Biografie[1]
Fafchamps studeerde aan het Koninklijk Conservatorium (Bergen) en aan de Université catholique de Louvain in Louvain-la-Neuve. Hij is lid van het Ictusensemble en eveneens docent muzikale analyse en compositie aan het Bergens conservatorium. Daarnaast schreef hij verschillende composities waaronder verplicht werk Back to the Sound voor de Koningin Elisabethwedstrijd 2010 (voor piano).

## Eerbetoon
- 2006 - Octave de la Musique
- 2013 - Snepvangersprijs[2]

## Werken (selectie)
- 2010: Back to the Sound (gecomponeerd voor de Koningin Elisabethwedstrijd 2010 (voor piano)).

## CD's
- Attrition' (1993)
- Melancholia se... (2003)